# Шаянов, Андрей Викторович
Андрей Викторович Шая́нов (1 июня 1968, Усть-Каменогорск, Казахская ССР) — казахстанский и российский хоккейный тренер. Заслуженный тренер России. Тренер-консультант ИИХФ по детскому и юношескому хоккею.

## Биография
Воспитанник усть-каменогорского хоккея.
Выступал за команды «Торпедо» (Усть-Каменогорск), СКА (Новосибирск), «Строитель» (Темиртау). Тренерскую карьеру начал в 1991 г. в ДЮСШ «Торпедо» (Усть-Каменогорск). В 2000—2005 гг. — тренер ДЮСШ «Металлург — 86» (Магнитогорск). Выпускник ВШТ (Санкт-Петербург, 2008).
С января 2009 года по июнь 2012 года — тренер ХК «Барыс» (Астана), с февраля 2009 г. — и. о. главного тренера «Барыса», с которым пробился в плей-офф чемпионата КХЛ.
1 апреля 2009 года принял национальную сборную Казахстана. Победитель первенства мира в I дивизионе (Вильнюс, Литва).
В июне 2010 года из-за неудовлетворительных результатов команды в сборной Казахстана и клубе «Барыс» перемещен с поста главного тренера на должность старшего тренера.
28 октября 2012 года был отправлен в отставку с поста главного тренера ХК «Автомобилист», из-за неудовлетворительных результатов команды.

## Достижения
Двукратный чемпион России среди юниоров (2001, 2002).
Двукратный серебряный призёр чемпионата России среди юниоров (2000, 2003).
В 2002—2003 гг. — главный тренер юношеской сборной региона «Урал — Западная Сибирь».
Серебряный призёр турнира сборных регионов — 2002 г.
Победитель турнира сборных регионов — 2003.
В 2002—2003 гг. — тренер юношеской сборной России.
Победитель юношеского олимпийского фестиваля (2003 г.).
В 2003—2004 гг. — тренер юниорской сборной России.
Чемпион мира-2004 среди юниоров.
Серебряный призёр юниорского Кубка мира (2003 г.).
В 2005 г. — главный тренер юношеской сборной России.
Серебряный призёр международного турнира в Чехии.
В 2005—2008 гг. — главный тренер «Металлурга-2» (Магнитогорск).
Победитель 1 лиги России региона «Урал — Западная Сибирь» (2006/2007 гг.).